# Acacia pilispina
Acacia pilispina là một loài thực vật có hoa trong họ Đậu. Loài này được Pic.Serm. miêu tả khoa học đầu tiên.